# Бранкато, Лилло
Лилло Бранкато-младший (англ. Lillo Brancato Jr., род. 30 марта 1976, Богота, Колумбия) — американский актёр, наиболее известный ролями Калоджеро Анелло в режиссёрском дебюте Роберта де Ниро «Бронксская повесть» и молодого мафиози Мэттью Бевилакуа в сериале «Клан Сопрано».
В декабре 2005 года Бранкато был приговорён к 10 годам тюрьмы за участие в ограблении дома и убийстве офицера полиции Дэниэла Эншотеги в Бронксе. Актёр отбывал наказание в нескольких тюрьмах и был условно-досрочно освобождён в декабре 2013 года. С момента освобождения Бранкато попытался возобновить актёрскую карьеру, но криминальное прошлое и испорченная репутация значительно ограничили его дальнейшие карьерные перспективы до такой степени, что в 2018 году Бранкато стал героем документального фильма «Растраченный впустую талант» (англ. Wasted Talent).

## Биография

### Ранние годы и начало карьеры
Бранкато родился в Боготе, Колумбия. В возрасте четырёх месяцев он был усыновлен итало-американской парой — Лилло-старшим, строителем, и Доменикой, специалистом по электролизу, проживавшими в городе Йонкерс, штат Нью-Йорк. Учился в школе Mount Saint Michael Academy.
Актёрская карьера Бранкато началась после того, как его на пляже увидел скаут, заметивший внешнее сходство парня с Робертом де Ниро. Бранкато был большим поклонником де Ниро и особенно любил фильм «Таксист», часто имитируя повадки и манеру разговора де Ниро. Это помогло ему получить роль в режиссёрском дебюте знаменитого актёра — «Бронксская повесть», где Бранкато сыграл подростка, разрывающегося между своим отцом-водителем автобуса и местным мафиози, с которым подружился ещё в детстве. Согласно журналу «New York», Бранкато получил гонорар в 25 тысяч долларов за свою роль. Уже на следующий год Бранкато снялся в фильме «Человек эпохи Возрождения» с Дэнни Де Вито, и до 2000 года успел сыграть в нескольких крупнобюджетных фильмах на ролях второго плана и в эпизодах.
Начиная с 2000 года, Бранкато начал сниматься в сериале «Клан Сопрано» в роли молодого бандита из криминального синдиката Тони Сопрано. Бранкато появился в пяти эпизодах второго сезона, после чего его персонаж был «убит».

### Арест и тюрьма

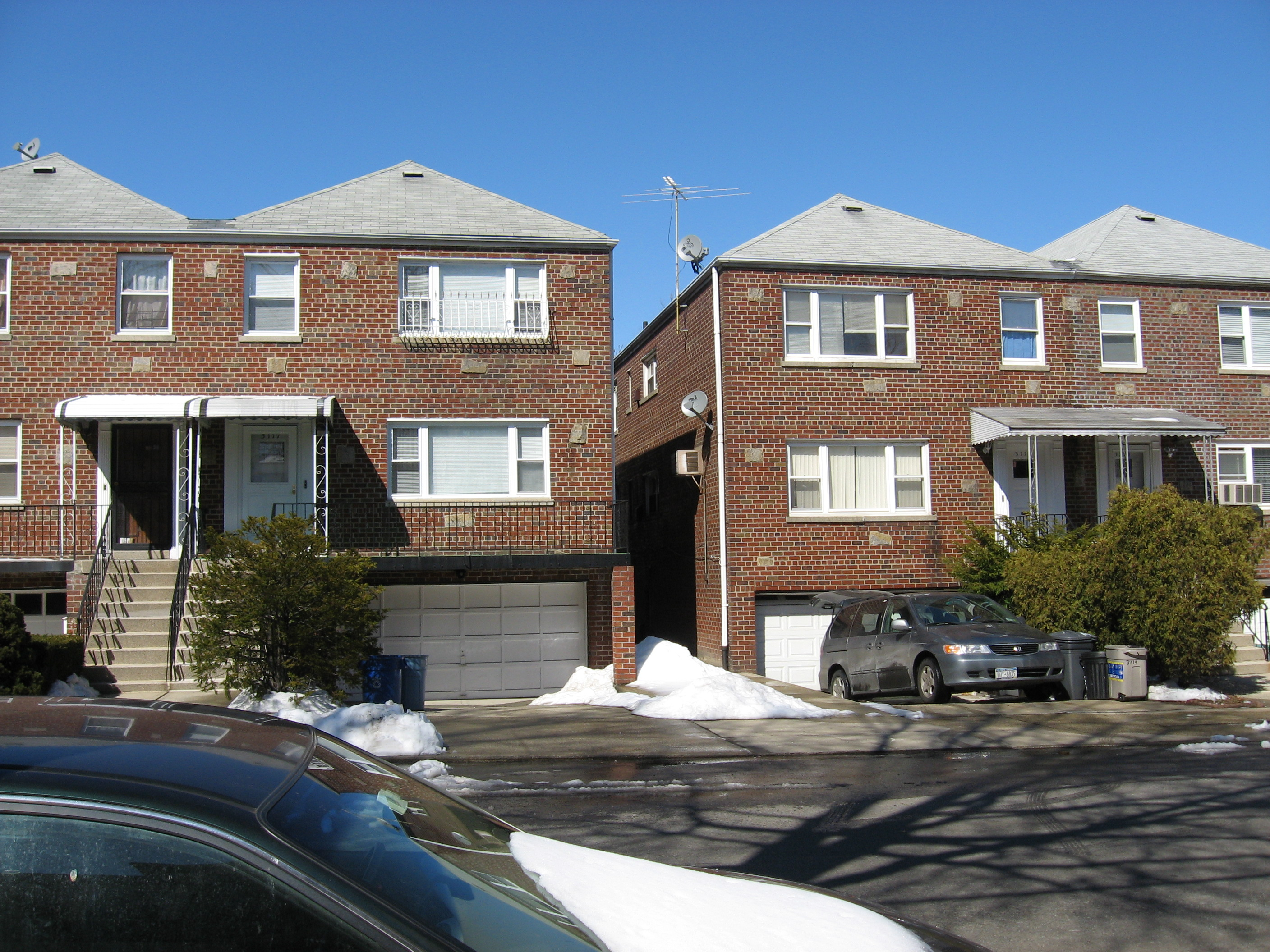
Арноу Плейс, дом 3117-3119, Бронкс. Дэниэл Эншотеги жил в доме 3117 (слева), Бранкато и его сообщник пытались ограбить дом 3119

Когда в 1993 году закончились съёмки «Бронкской истории», Роберт Де Ниро и Чезз Палминтери предупредили Бранкато, что когда фильм выйдет на экраны, его жизнь резко изменится, и ему придётся быть очень умным и осторожным в принятии решений. Но Бранкато, по собственному признанию, будучи 17-летним подростком, которого на роль выбрал сам де Ниро, не воспринял наставления опытных товарищей всерьёз. Сомнительные знакомства, лень и уверенность в своём «звёздном» статусе привели к тому, что Бранкато начал халатно относиться к предлагаемым ролям и пристрастился к наркотикам. Его карьерные перспективы стали стремительно ухудшаться, тогда как наркотическая зависимость Бранкато всё усиливалась: он перешёл с лёгких наркотиков на кокаин и героин. Не повлияли на него и увещевания Джеймса Гандольфини во время съёмок «Клан Сопрано», который видел, что молодой актёр вступил на скользкую дорогу.
10 июня 2005 года Бранкато был арестован патрульной полицией Йонкерс по обвинению в хранении героина, четыре пакетика с которым были обнаружены у актёра в пачке сигарет.
10 декабря 2005 года Бранкато был арестован по подозрению в убийстве полицейского Дэниэла Эншотеги в Бронксе. Эншотеги помешал ограблению, которое пытались осуществить Бранкато и отец его девушки — 48-летний Стивен Арменто. Эншотеги вызвал подкрепление, но до его прибытия вступил в перестрелку с грабителями, в ходе которой получил смертельное ранение. Бранкато и Арменто также получили огнестрельные ранения и были арестованы полицией неподалёку от места преступления.
Арменто был признан виновным в убийстве Эншотеги и приговорён к пожизненному заключению без права пересмотра. Бранкато был обвинён в убийстве второй степени, но жюри признало его невиновным. Тем не менее актёр был осуждён за попытку ограбления первой степени и приговорён к 10 годам тюремного заключения. В суде Бранкато плакал и просил прощения у семьи убитого, на что сестра Эншотеги саркастически заявила, что это выступление Бранкато достойно «Оскара».
Бранкато отбывал наказание в Коррекционном центре Онейды, а впоследствии был переведён в Гудзонский коррекционный центр. 31 декабря 2013 года он был условно-досрочно освобождён.

### Дальнейшая жизнь
Выйдя из тюрьмы, Бранкато попытался возобновить актёрскую карьеру, но каких-либо заметных ролей в студийных фильмах не получил. Чезз Палминтери открыто заявил, что не будет помогать своему бывшему коллеге восстановить карьеру. В 2018 году Бранкато стал героем автобиографического документального фильма «Wasted Talent» («Растраченный впустую талант»), рассказывающего о его взлёте и падении. Название фильма является отсылкой к фразе из фильма «Бронкская история», когда Лоренцо Анелло (Роберт Де Ниро) говорит своему сыну Калоджеро (Бранкато), что «самое грустное в жизни — это растраченный впустую талант».